# Cnidus fuscospersa
Cnidus fuscospersa är en insektsart som först beskrevs av Synave 1957.  Cnidus fuscospersa ingår i släktet Cnidus och familjen vedstritar.
Artens utbredningsområde är Kamerun. Inga underarter finns listade i Catalogue of Life.